# Matt Hanson

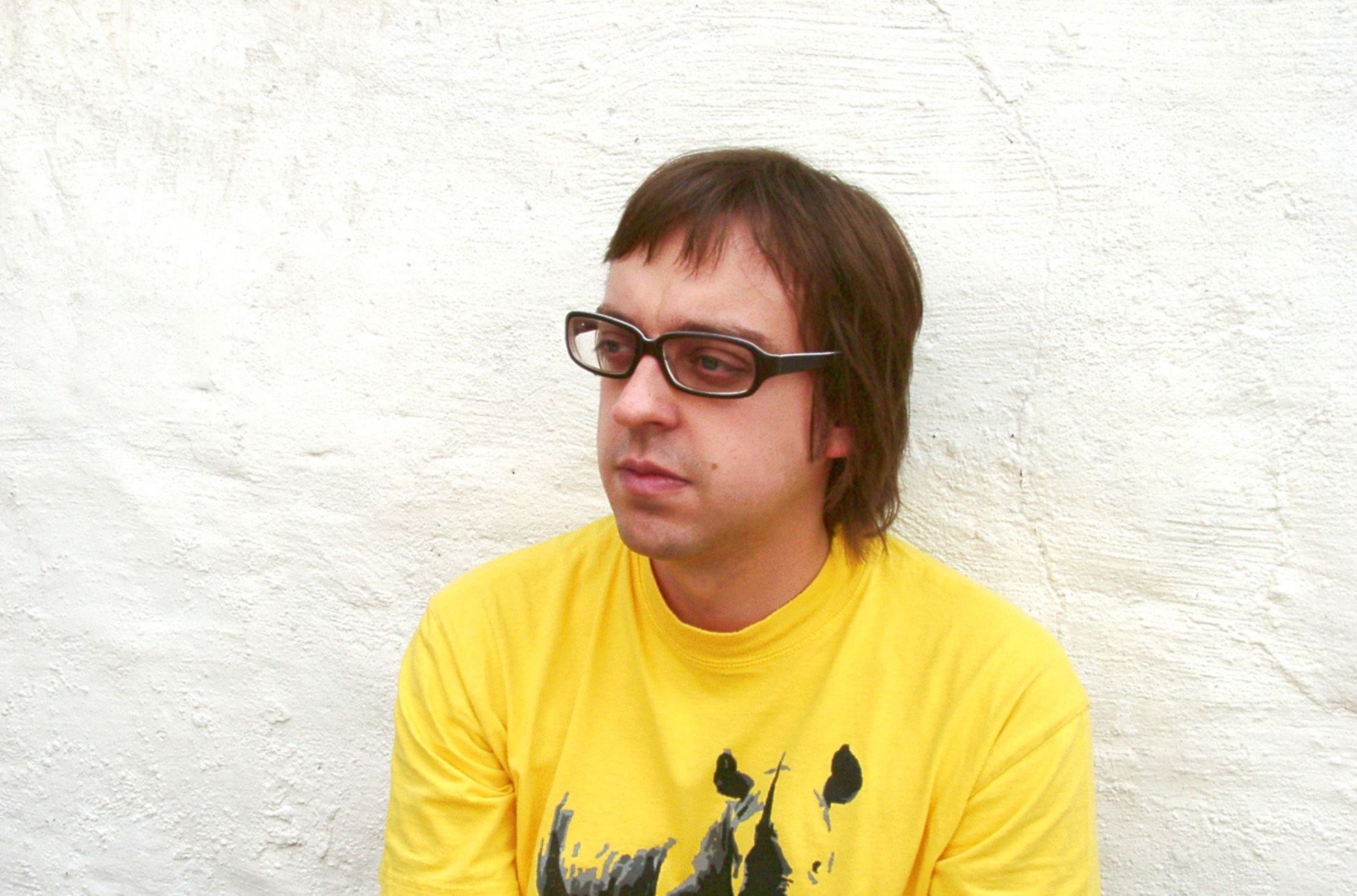
Matt Hanson

Matt Hanson es un autor, productor y director especializado en nuevas formas de arte y narrativa visual, como vídeo digital, videojuegos y arte digital. 
Fue uno de los pioneros del cine digital en el Reino Unido al crear el festival de cine digital onedotzero y la productora del mismo nombre en 1996. Es uno de los principales responsables de la popularización del cine y la animación de vanguardia.
Su formación comprende también experiencia como crítico de cine, inlcluido un periodo como editor colaborador en la revista Dazed & Confused.
Algunos de los libros que ha publicado incluyen:
- The End of Celluloid, Rotovision, 2004
- Motion Blur: Graphic Moving Imagemakers, Laurence King, 2004
- Sci-Fi Moviescapes, Rotovision, 2005
- Reinventing Music Video, Rotovision, 2006

- Datos: Q6788763